# Halowe Mistrzostwa Świata w Lekkoatletyce 2025 – bieg na 1500 m kobiet
Bieg na 1500 metrów kobiet – jedna z konkurencji biegowych rozgrywanych podczas halowych lekkoatletycznych mistrzostw świata w Nanjing’s Cube w Nankinie.
Tytułu mistrzowskiego z 2024 nie broniła Freweyni Hailu.

## Terminarz
Źródło: worldathletics.org.
| Data     | Godzina |            |
| -------- | ------- | ---------- |
| 21 marca | 18:33   | Eliminacje |
| 23 marca | 20:28   | Finał      |

## Rekordy
W poniższej tabeli przedstawiono (według stanu przed rozpoczęciem mistrzostw) rekord świata, rekord halowych mistrzostw świata, rekordy kontynentów oraz najlepszy wynik na listach światowych w 2025.
|                                   | Zawodniczka        | Wynik   | Miejsce   | Data                  | Źródło |
| --------------------------------- | ------------------ | ------- | --------- | --------------------- | ------ |
| Rekord świata                     | Gudaf Tsegay       | 3:53,09 | Liévin    | 9 lutego 2021(dts)    | [ 2 ]  |
| Rekord halowych mistrzostw świata | Gudaf Tsegay       | 3:57,19 | Belgrad   | 19 marca 2022(dts)    | [ 3 ]  |
| Rekord Afryki                     | Gudaf Tsegay       | 3:53,09 | Liévin    | 9 lutego 2021(dts)    | [ 2 ]  |
| Rekord Ameryki Południowej        | Fedra Luna         | 4:12,95 | Sabadell  | 28 stycznia 2023(dts) | [ 2 ]  |
| Rekord Ameryki Północnej          | Heather MacLean    | 3:59,60 | Boston    | 2 marca 2025(dts)     | [ 2 ]  |
| Rekord Australii i Oceanii        | Jessica Hull       | 4:01,19 | Nowy Jork | 11 lutego 2024(dts)   | [ 4 ]  |
| Rekord Azji                       | Maryam Yusuf Jamal | 3:59,79 | Walencja  | 9 marca 2008(dts)     | [ 2 ]  |
| Rekord Europy                     | Abeba Aregawi      | 3:57,91 | Sztokholm | 6 lutego 2014(dts)    | [ 2 ]  |
| Listy światowe                    | Gudaf Tsegay       | 3:53,92 | Toruń     | 16 lutego 2025(dts)   | [ 2 ]  |

## Listy światowe
Poniższa tabela przedstawia 10 najlepszych wyników na świecie uzyskanych w sezonie 2025 przed rozpoczęciem mistrzostw.
Źródło: worldathletics.org.
| Poz. | Zawodniczka         | Reprezentacja     | Wynik   | Data                | Miejsce    |
| ---- | ------------------- | ----------------- | ------- | ------------------- | ---------- |
| 1.   | Gudaf Tsegay        | Etiopia           | 3:53,92 | 16 lutego(dts) br   | Toruń      |
| 2.   | Diribe Welteji      | Etiopia           | 3:58,89 | 13 lutego(dts) br   | Liévin     |
| 3.   | Heather MacLean     | Stany Zjednoczone | 3:59,60 | 2 marca(dts) br     | Boston     |
| 4.   | Birke Haylom        | Etiopia           | 3:59,82 | 16 lutego(dts) br   | Toruń      |
| 5.   | Georgia Hunter Bell | Wielka Brytania   | 4:00,63 | 15 lutego(dts) br   | Birmingham |
| 6.   | Sarah Healy         | Irlandia          | 4:01,62 | 15 lutego(dts) br   | Birmingham |
| 7.   | Susan Ejore         | Kenia             | 4:02,11 | 2 marca(dts) br     | Boston     |
| 8.   | Worknesh Mesele     | Etiopia           | 4:02,19 | 16 lutego(dts) br   | Toruń      |
| 9.   | Elise Cranny        | Stany Zjednoczone | 4:02,85 | 31 stycznia(dts) br | Boston     |
| 10.  | Shelby Houlihan     | Stany Zjednoczone | 4:03,40 | 8 lutego(dts) br    | Boston     |

Pogrubioną czcionką oznaczono zawodniczki, które wzięły udział w mistrzostwach.

## Wyniki

### Eliminacje
Awans: Trzy najlepsze z każdego biegu (Q).
Źródło: worldathletics.org.
| Pozycja | Bieg | Zawodniczka            | Reprezentacja     | Czas    | Uwagi |
| ------- | ---- | ---------------------- | ----------------- | ------- | ----- |
| 1.      | 2    | Georgia Hunter Bell    | Wielka Brytania   | 4:09,21 | Q     |
| 2.      | 2    | Georgia Griffith       | Australia         | 4:09,78 | Q,    |
| 3.      | 2    | Esther Guerrero        | Hiszpania         | 4:09,90 | Q     |
| 4.      | 2    | Worknesh Mesele        | Etiopia           | 4:10,61 |       |
| 5.      | 2    | Gabija Galvydytė       | Litwa             | 4:11,69 |       |
| 6.      | 1    | Gudaf Tsegay           | Etiopia           | 4:11,87 | Q     |
| 7.      | 1    | Sinclaire Johnson      | Stany Zjednoczone | 4:12,18 | Q     |
| 8.      | 3    | Diribe Welteji         | Etiopia           | 4:12,25 | Q     |
| 9.      | 1    | Susan Ejore            | Kenia             | 4:12,41 | Q     |
| 10.     | 3    | Heather MacLean        | Stany Zjednoczone | 4:13,26 | Q     |
| 11.     | 3    | Salomé Afonso          | Portugalia        | 4:13,39 | Q     |
| 12.     | 3    | Lucia Stafford         | Kanada            | 4:13,45 |       |
| 13.     | 1    | Simone Plourde         | Kanada            | 4:13,97 |       |
| 14.     | 1    | Sintayehu Vissa        | Włochy            | 4:14,25 |       |
| 15.     | 3    | Revée Walcott-Nolan    | Wielka Brytania   | 4:14,76 |       |
| 16.     | 2    | Maia Ramsden           | Nowa Zelandia     | 4:14,89 |       |
| 17.     | 3    | Sophie O’Sullivan      | Irlandia          | 4:16,68 | PB    |
| 18.     | 3    | Claire Uwitonze        | Rwanda            | 4:17,33 | NR    |
| 19.     | 2    | Vera Sjöberg           | Szwecja           | 4:17,35 |       |
| 20.     | 1    | Joceline Wind          | Szwajcaria        | 4:17,81 |       |
| 21.     | 3    | Laura Nagel            | Nowa Zelandia     | 4:18,61 | PB    |
| 22.     | 2    | María Pía Fernández    | Urugwaj           | 4:21,39 | SB    |
| 23.     | 1    | Anita Poma             | Peru              | 4:21,77 | NR    |
| 24.     | 1    | July Ferreira Da Silva | Brazylia          | 4:22,24 | PB    |
| 25.     | 3    | Xu Hui                 | Chiny             | 4:33,65 |       |

### Finał
Źródło: worldathletics.org.
| Pozycja | Zawodniczka         | Reprezentacja     | Czas    | Uwagi |
| ------- | ------------------- | ----------------- | ------- | ----- |
| 01 !    | Gudaf Tsegay        | Etiopia           | 3:54,86 | CR    |
| 02 !    | Diribe Welteji      | Etiopia           | 3:59,30 |       |
| 03 !    | Georgia Hunter Bell | Wielka Brytania   | 3:59,84 | PB    |
| 4.      | Georgia Griffith    | Australia         | 4:00,80 | AR    |
| 5.      | Susan Ejore         | Kenia             | 4:03,89 |       |
| 6.      | Sinclaire Johnson   | Stany Zjednoczone | 4:04,07 | PB    |
| 7.      | Heather MacLean     | Stany Zjednoczone | 4:05,45 |       |
| 8.      | Salomé Afonso       | Portugalia        | 4:07,67 |       |
| 9.      | Esther Guerrero     | Hiszpania         | 4:07,76 |       |